# Романовський Микола Олександрович
Романовський Микола Олександрович (нар. 1 вересня 1860 — пом. 3 червня 1928, Славонський Брод, Югославія) — генерал-лейтенант РІА, учасник оборони Порт-Артуру під час російсько-японської війни, генерал-значковий армії Української Держави Скоропадського.

## Життєпис
Походив з родини дворян Полтавської губернії.
Після закінчення в 1878 Полтавського кадетського корпусу, а потім Михайлівського артилерійського училища в 1881 у званні прапорщика направлений до 33-ї артбригади.
У 1891 переведений в Східно-Сибірську артбригаду і до 13 грудня 1907 служив в артилерійських частинах на Далекому Сході.
У 1900–1901 брав участь у придушенні Іхетуанського повстання; учасник битви при фортеці Баянту в північній Маньчжурії та інших. За відзнаку в цих боях підвищений до підполковника та нагороджений орденом Св. Станіслава II ст.
Під час війни з імперською Японією (1904-1905) учасник баталій поблизу села Шісалітеза (під час битви був поранений), поблизу Цзиньчжоу, 14 травня перейшов з батареєю на передові позиції Порт-Артуру поблизу селища Суанцайгоу, 16 липня — на Вовчих горах; 29 липня — 11 серпня на Кутових горах. 22 серпня призначений начальником артилерії західного і північного фронту сухопутної оборони фортеці, брав безпосередню участь у боях по відбиттю штурмів японців, котрі тривали аж до капітуляції. 23 грудня 1904 відправлений, як військовополонений, до Японії. Після повернення з полону за хоробрість та мужність під час війни нагороджений чином полковника та кількома орденами, у тому числі Св. Георгія IV ст.
У 1906 закінчив курс офіцерської артшколи та зарахований до списків 3 батареї 4 Східно — Сибірської стрілецької артбригади.
13 грудня 1907, у званні полковника, командувач 3 дивізіону 36-ї артбригади. 3 червня 1911 отримав чергове підвищення до генерал-майора та призначений командиром 40 артбригади.
У роки Першої світової війни — інспектор артилерії 36-го (1915-1916) та 9-го армійських корпусів на Західному фронті, генерал-лейтенант.
За Гетьманату командувач 4-ї важкогарматної артбригади з розміщенням у Житомирі. Згодом емігрував до Югославії. Помер у м. Славонський Брод.